# فراریان (شاعران)
فراریان یا شاعران فراری، نامی است که به گروهی از شاعران و محققان ادبی در دانشگاه وندربیلت در نشویل، تنسی داده شده‌است که از سال ۱۹۲۲ تا ۱۹۲۵ مجله‌ای ادبی با عنوان فیوجیتیو منتشر کردند. : 13 این گروه که عمدتاً توسط رابرت پن وارن، جان کرو رانسوم، دونالد دیویدسون و آلن تیت رهبری می‌شد، جریان اصلی شعر قرن بیستم را در ایالات متحده تشکیل داد. : 13 پس از ظهور این جریان بود که یک دورهٔ عمده از ادبیات مدرن جنوبی آغاز شد. : 13 شعر آنها رسمی و شامل عروض سنتی بود و تصاویر عینی را در برمی‌گرفت که اغلب از تجربیات روستاهای جنوب به دست آمده بود. این گروه با دو گروه بعدی کشاورزیان جنوبی و نقد جدید همپوشانی دارد. : 11 